# デザイン
デザイン（英語: design、中: 設計）は目的設定・計画策定・仕様表現からなる一連のプロセスである。すなわち人・ユーザー・社会にとって価値ある目的を見出し、それを達成できるモノゴトを計画し、他者が理解できる仕様として表現する、この一連の行為をデザインという。

## 定義
デザインが指す範囲は時代を経て変化し続けており、様々な定義がなされている。
日本デザイン振興会は次のようにデザインを定義している。
スティーブ・ジョブズは次のように定義している。
学術的に広く用いられる定義の1つに次がある。
すなわち人・動物・コンピュータといった主体が、特定環境・制約・要件下での目的達成を意図して、様々な要素（還元していくと基本要素にたどり着く）の組み合わせによる作品・システム・プロセスといったデザイン対象の仕様を、仕様書・計画・想像図・模型・対象そのものといった形で生み出すことをデザインという。

他には次のような定義がある。
ハーバート・サイモンは「デザインとは、現状を少しでも望ましいものに変えようとするための一連の行為である。」とした。また、デザインの本質は「関係の構築」である。そのため、関係を構築するために形を作ることにデザイン本来の役割がある。

### 語源
デザインの語源はデッサン (dessin) と同じく、signum（印）を語幹とし、“計画を記号に表す” という意味のラテン語「designare」である。意味は “表示する”、“指し示す”、である。そこからイタリア語→フランス語→17世紀に英語となる。伝わった当初は計画や規定の意味で、その後ものの外観や機能を表す図絵の意味となっていく。
20世紀初頭から広く用いられるようになった。

### 和名
カタカナ語で「デザイン」と呼ばれるのが一般的である。漢語訳は定まっていない。一例として「構想」が挙げられる（グランドデザイン/全体構想）。戦前には、産業に応用される工芸技能・美術の商業応用といったニュアンスから「産業工芸」「商業美術」と呼ばれた。

### 関連語

#### 設計
日本語における「設計」はデザインと近しい意味をもつ。日本語にて「設計」「計画」と呼ばれるものが「デザイン」と同一であるならば本来的にこの語は不要なのであり、近代以降の日本において「デザイン」という語が必要とされてきたのは、設計や計画がもたらす美術性を日本人が自覚したからであり、それらの働きにおける美術的発現を指すのである。

#### 意匠・造形・装飾
物体が有する形状とその審美性を指す語として意匠（スタイル）・造形・装飾（デコレーション）などがある。これらはデザインの黎明期から良く着目されてきた要素であり、デザインの対象として良く注目される。しかしあくまでデザインで扱われる一要素であり、意匠とデザインは異なる概念である。

## 対象
様々なモノゴトがデザインの対象になる。例えばオブジェクト、システム、 図画、設計図、回路、パターン、プロセスなどが挙げられる。
建築家は建築のデザインを行っているものは、デザイナーと呼ばれる。建築家はデザイナーをも兼業し、デザイナーが建築家を兼務することもある。例として近代ではペーター・ベーレンス、ヘリット・リートフェルトらが挙げられる。

## 他分野との関わり

### 人間工学
デザインはヒトを中心に考える。すなわち人間にとっての快不快、それを生み出す心身や環境について熟慮しモノゴトを生み出す。これは人の体験すなわちユーザーエクスペリエンスを突き詰め工学的に利用する人間工学と共通している。

### 美術

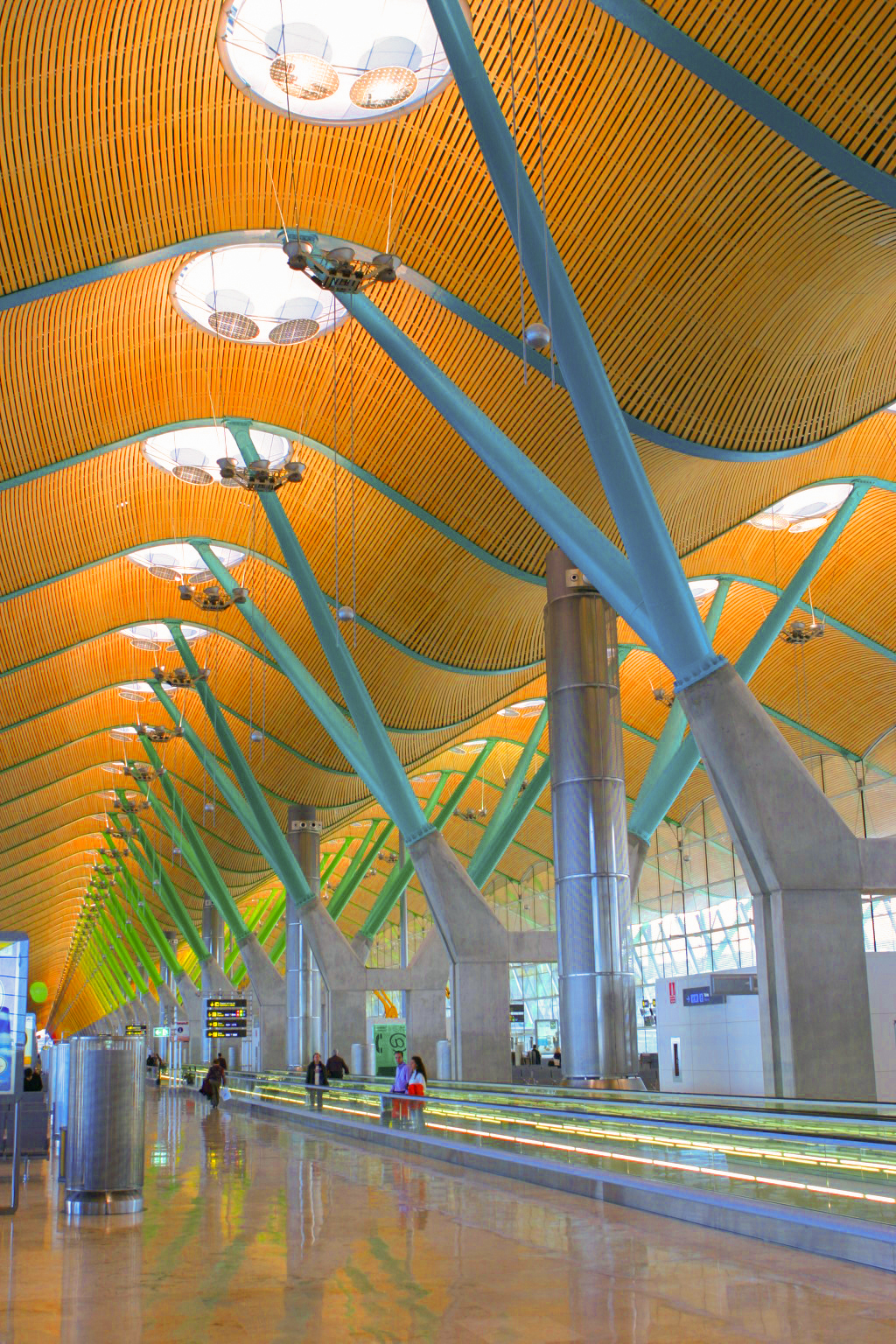
スペイン・マドリードのバラハス空港の新しいターミナル

形態・図案・模様・レイアウトなどの美術的要素は審美性をもち、ヒトの心に影響を与える。ゆえにデザインの対象となりうるため、デザインは美術（アート）的側面をしばしば有する。美術の観点では「美術を実用品に応用する」と見做せ、応用美術とも呼ばれる。またその商業性から商業美術ともかつて呼ばれた。
産業革命の影響により、デザインの意識が高まり、アール・ヌーヴォー、バウハウスの機能主義、ウルム・スクール・オブ・デザインなどが登場した。アーツ・アンド・クラフツ運動によって生活と芸術の統一が課題になり、それを受け継いだドイツ工作連盟によって芸術と産業の統一が意図された。
ある程度、直感を採用するなど、仕事を創造するためのいくつかの方法は、 応用芸術と美術の分野で共通している。マーク・ジェットレインは、デザインの原則は「本能的」「組み込み」「自然」「正しさ」の一部であることを示している。

### エンジニアリング

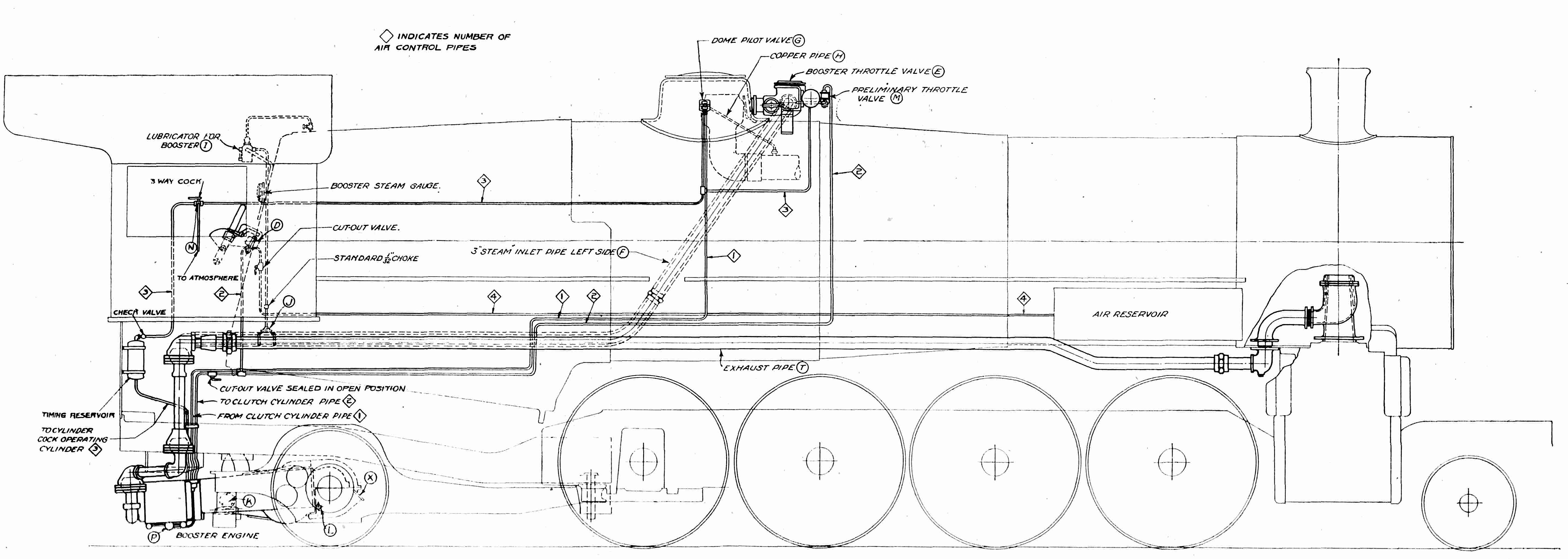
蒸気機関車用のブースターエンジン用の図面。 エンジニアリングは、数学と科学の機能と利用を重視した設計に適用。

エンジニアリングでは、デザインはエンジニアリングプロセスのコンポーネントである。デザインは「心を想い、創造する、発明する」ものであり、エンジニアリングは「科学的および数学的原則を設計、製造、運用する」ものである。すなわちデザインとエンジニアリングは共に問題解決の形式であり、その違いは「人が中心である」か「科学的原則が中心であるか」にある。

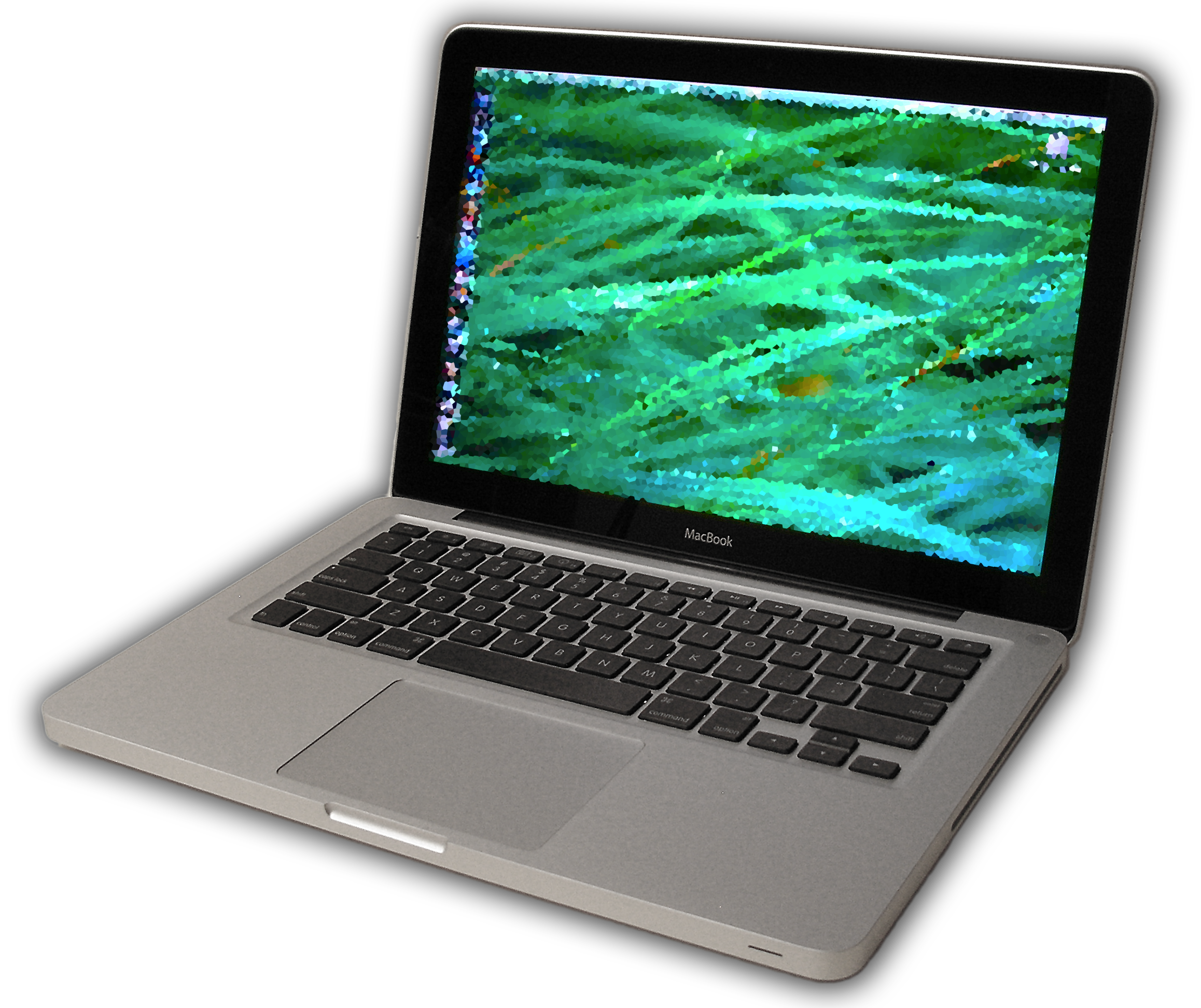
ジョナサン・アイブは、このMacBookのような製品のデザインで数々の賞を受賞している。デザイン分野では、パーソナルコンピュータもデザインと生産の両方に使用されている

### 製作
デザインと生産の関係は、計画と実行の1つ。 理論的には、この計画は、実行プロセスにおける潜在的な問題を予測し、補償する必要がある。デザインは問題解決と創造性を伴う。対照的に、生産には日常的な、または計画されたプロセスが含まれる。デザインは、生産プロセスやエンジニアリングプロセスを含まない単なる計画でもあるが、そのようなプロセスの実際の知識は通常デザイナーに期待される。場合によっては、そのようなデザインに必要な幅広い専門分野の知識を持つデザイナーが、製品の生産方法に関する詳細な専門知識を持つことを期待することは、不必要かつ/または実用的でない場合もある。
デザインと生産は、多くの創造的な職業で絡み合っている。つまり、問題解決は実行の一部とその逆である。再編成のコストが増加するにつれて、デザインから生産への分離の必要性も増大する。たとえば、超高層ビルなどの予算の高いプロジェクトでは（制作）建設からアーキテクチャを分離（デザイン）する必要がある。ローカルに印刷されたオフィスパーティー招待状のような低予算のプロジェクトは、数枚の紙、数滴のインク、1時間未満のデスクトップの低コストで数十回印刷して印刷することができる。
これは、生産が決して問題解決や創造性を伴うものではなく、デザインが常に創造性を伴うものではないということではない。デザインは完璧なことはまれであり、時には反復的である。デザインの不完全さは、デザインプロセスで見過ごされたものを補うために、創造性や問題解決スキルを活用して制作職（たとえば制作者、建設労働者 ）に任せることができる。 同様にデザインは、既存の既存ソリューションの単純な繰り返し（コピー）であり、デザイン者からの創造性または問題解決のスキルを最小限に抑えることができる。

## アプローチ
デザインにはいくつかの一般的なアプローチがある。
- 社会工学システムデザイン、作業計画と参加プロセスといった参加型デザインのための哲学とツール - 組織の目的、品質、安全性、経済性、そしてコアワークプロセスにおける顧客要件、仕事における人の経験の質、社会のニーズ
- KISSの原則（「シンプルで愚鈍にする」）は、不要な合併症を排除するよう努めている
- これを行う方法は複数（TIMTOWTDI）、同じことをする複数の方法を可能とする哲学
- エンドユーザーに焦点を当てるのではなく、アーティファクトの使用に関連する目標やタスクに焦点を当てたユーザー中心設計
- デザインされた成果物のエンドユーザーのニーズ、必要性、および限界に焦点を当てたユーザー中心のデザイン
- クリティカルなデザイン、デザインされたアーティファクトを文化の既存の価値観、道徳性、習慣に対する具体的な批評や解説として活用
- サービスデザイン
- 人間の老化に関連する身体的および感覚的障害に適合し、日々の生活の主な活動を制限する製品および環境を作成する、 トランスジェネラルデザイン
- 投機的なデザイン、投機的なデザインプロセスは必ずしも解決すべき特定の問題を定義するものではなく、デザインプロセスが出現する出発点を確立。その結果、デザインされたオブジェクトを使用して反復と反射が変動し、学問や研究の場面で質問を誘発、ディスカッションが活発化。

### 能力
様々なアプローチをとるうえで必要な能力が様々挙げられる。
例えば日本技術者教育認定基準における建築系学士修士課程の学習・教育到達目標の1つとしてデザイン能力が挙げられている。ここでいう「デザイン」とは、「建築デザイン」、「都市デザイン」、及び「エンジニアリング・デザイン」を指すとした。
デザイン教育は技術者教育を特徴づける最も重要なものであり、対象とする課題はハードウェアでもソフトウェア（システムを含む）でも構わないとし、実際のデザインにおいては、構想力／課題設定力／種々の学問、技術の総合応用能力／創造力／公衆の健康・安全、文化、経済、環境、倫理等の観点から問題点を認識する能力、及びこれらの問題点等から生じる制約条件下で解を見出す能力／結果を検証する能力／構想したものを図、文章、式、プログラム等で表現する能力／コミュニケーション能力／チームワーク力／継続的に計画し実施する能力などを総合的に発揮することが要求される。
このようなデザインのための能力は内容・程度の範囲が広いことを踏まえ、項目(e)では、社会の要求などを考慮し、個別基準に定める次の内容も参考にして適切かつ高度な学習・教育到達目標を具体的に設定することが求められるとして、解決すべき問題を認識する能力、公共の福祉、環境保全、経済性などの考慮すべき制約条件を特定する能力、解決すべき課題を論理的に特定、整理、分析する能力、・課題の解決に必要な、数学、自然科学、該当する分野の科学技術に関する系統的知識を適用し、種々の制約条件を考慮して解決に向けた具体的な方針を立案する能力、立案した方針に従って、実際に問題を解決する能力、と定めている。

### デザイン方法
デザインの手法は、次の点に重点を置く広範な領域。
- 批判的思考スキルを研究に集中させて可能性と制約を探り、既存の製品やサービスの問題空間を定義する - 新しいカテゴリを作成 （ブレーンストーミングも参照）
- 従来のデザイン活動（グラフィック、産業、建築など）のためのより良いガイドラインにつながるデザインソリューションの仕様を再定義
- 時間をかけて継続的にアーティファクトを探索、定義、作成するプロセスの管理
- 試作可能なシナリオ、または継承された状況を段階的または大幅に改善するソリューション
- トレンドスポット; トレンドプロセスを理解する。

## デザインの哲学と研究
デザインの指針としてデザインを導くためにある数多くの哲学は、現代のデザインから付随する側面においても思考レベルで変わるため、実践者たるデザイナー間でも捉え方を異にする。デザイン思想は通常、デザインの目標を決定するためのものであるが設計目標は最小要素であって最重要でもない個々の問題を解決することから、最も全体論的な影響を及ぼす理想像の目標に及ぶ可能性がある。デザイン目標は、通常デザインを導くためのものである。しかし、短期の目標と目標の間の葛藤は、おそらくより長期的、あるいは最終的な目標が設定されるためデザインの目的には疑問を呈する可能性がある。
20世紀英国のデザイナーであるジョン・ヘスケット（John Heskett）は次のように主張している。
「本質的に剥奪されたデザインは、自然の中で先例のない形で環境を形作り、人生において我らのニーズを満たしうる」

### デザイン指導の哲学
デザインの哲学は、デザイナーが自分の業でどのようにアプローチするかを決める基本的な指針であり、マテリアルカルチャーや環境問題（サスティナブルデザイン）への想いからデザイン哲学を導くことができうる。1つの例として、グラフィックデザインコミュニティ内で発足したFirst Things Firstの宣言「より有用で永続的で民主的なコミュニケーションの方法を優先して逆転を提案する - 製品マーケティングから探究と生産に向かう消費者主義は無意識のうちに走っており、部分的にはビジュアル・ランゲージやデザイン・リソースを通じて表現されている他の視点から挑戦されなければならない」と語った。
博識なハーバート・サイモンによる著『The Sciences of the Artificial』において、著者はすべての職業はメタ規律であると主張している。
「エンジニアだけではなく、現代の状況を優先的なものに変えることを目的とした行動のコースデザインをする者は、誰もがデザインを実践している」「材料的な人工物を生み出す知的活動、病気の患者のための救済策や、会社の新しい販売計画や国家のための社会福祉政策を考案するデザインは、主なすべての専門職業訓練の中核であり、職業を科学と区別するしるしである。建築、ビジネス、教育、法律、医学の各学校はすべてデザインのプロセスに一元的に関わっている」 

## デザインガイドライン
製品群へ一貫したデザインをもたらすためにガイドラインがしばしば策定・運用される。これをデザインガイドラインという。
例えばUIレイアウト・フォント・多言語対応等を統一することでユーザーは初めて使用するアプリケーションであっても混乱せず利用できる。この場合、ユーザビリティ、ヒューマンインターフェース、コンピュータアクセシビリティなどを高めるため、情報デザイン、ウェブデザインの観点から設計がなされる。

### 事例
様々なデザインガイドラインが存在する。以下はその一例である。
- コンピュータ
  - Windows 95 Compliance[注釈 7][注釈 8]
  - Windows XP Visual Guidelines[31]
  - Windows ユーザー エクスペリエンス ガイドライン[32]
  - Windows アプリ UX デザイン ガイドライン[33]
  - マテリアルデザイン
  - iOSヒューマンインターフェイスガイドライン[注釈 9]
  - Aqua Human Interface Guidelines: Appleのレイアウトガイドライン
- モビリティ
  - 東西線デザインガイドライン[要出典]: 仙台市交通局による仙台市高速鉄道東西線の車両・ホーム仕様[注釈 10]
- 都市
  - 浜見平地区都市デザインガイドライン: 神奈川県の茅ヶ崎市の都市設計ガイドライン。環境空地率が組み込まれている。

また、デザインガイドラインが生かされた様々な事例が存在する。以下はその一例である。
- アーバンデザイン
  - 宣靖陵駅 出入口ポールサイン: 韓国鉄道公社仕様でなく都市デザイン（ソウルデザインガイドライン）に基づく

ガイドラインの欠如が招いた事例も存在する。例えばゆるキャラの初代たいしくんでは委託業者や担当部署がその都度ごとにデザインし、細部が微妙に異なるたいしくんが6種類ほど存在した（詳細: たいしくん）。

## 定型
デザインの定型でもう一つは誰かにユニークな期待をし達成するためのロードマップまたは戦略的アプローチであり、その目的を達成するための法的、政治的、社会的、環境的、安全上および経済上の制約の中での、仕様、計画、パラメータ、コスト、活動、プロセスである。 デザイナーの一連の活動はデザインプロセスと呼ばれ、デザインの科学的研究はデザイン科学と呼ばれている。